# NGC 1308
NGC 1308 è una galassia lenticolare situata nella costellazione dell'Eridano, a una distanza di circa 297 milioni di anni luce dalla nostra Via Lattea.

## Scoperta
La galassia è stata scoperta il 30 settembre 1786 dall'astronomo britannico di origine tedesca William Herschel.